# Walter Schachtitz
Walter Jonas-Schachtitz (* 3. Oktober 1887 in Wien; † 23. März 1979 in den Vereinigten Staaten) war ein österreichischer Wasserballspieler.

## Karriere
Schachtitz nahm an den Olympischen Spielen 1912 in Stockholm teil. Hier erreichte er mit der österreichischen Nationalmannschaft den vierten Rang. Neben dem Wasserball war er auch im Schwimmsport aktiv. Aufgrund seiner jüdischen Herkunft emigrierte er während des Zweiten Weltkrieges in die Vereinigten Staaten.